# Connor Roberts (ur. 1995)
Connor Richard Jones Roberts (ur. 23 września 1995 w Neath) – walijski piłkarz występujący na pozycji obrońcy w angielskim klubie Burnley oraz w reprezentacji Walii. W trakcie swojej kariery grał także w takich zespołach jak Yeovil Town, Bristol Rovers oraz Middlesbrough.